# Christopher Hill (historien)
Pour les articles homonymes, voir Christopher Hill et Hill.
John Edward Christopher Hill, né le 6 février 1912 et mort le 23 février 2003, est un historien et universitaire marxiste anglais, spécialisé dans l'histoire anglaise du XVIIe siècle. 

## Biographie
De 1965 à 1978, il est maître du Balliol College de l'université d'Oxford,,,.